# Ministério da Cultura (Portugal)

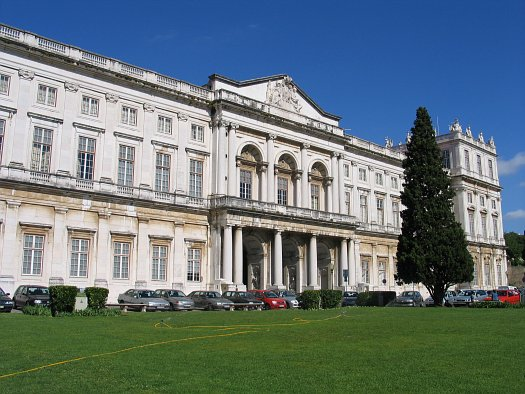
Palácio Nacional da Ajuda, sede do Ministério da Cultura.

O Ministério da Cultura, Juventude e Desporto (MCJD) é o departamento do Governo de Portugal, responsável pela delegadas as competências de definição e execução de políticas de desenvolvimento cultural, de incentivo à criação artística e à difusão e internacionalização da cultura e da língua portuguesa, pela juventude, desporto e modernização.

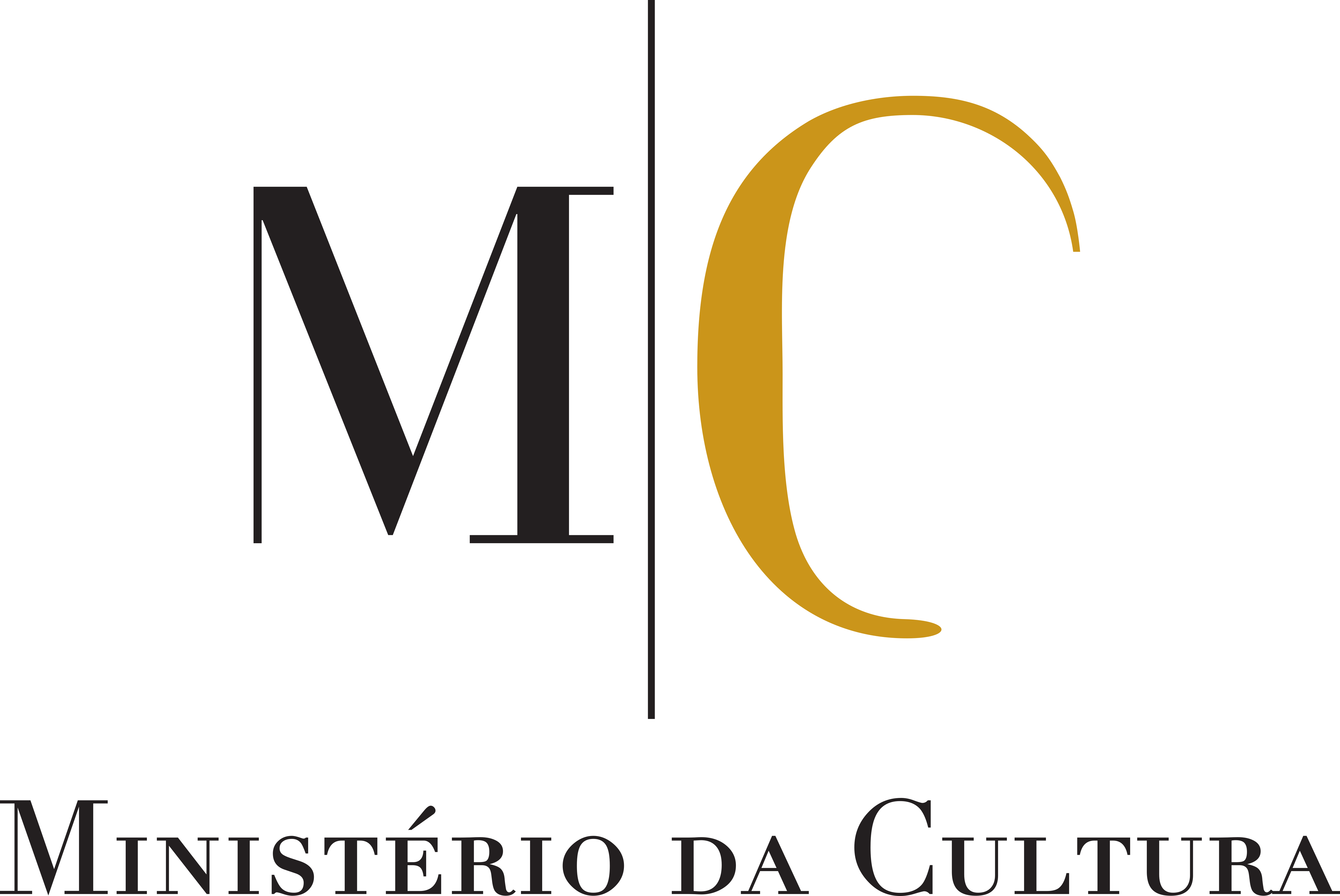
Logotipo do Ministério da Cultura de 1997 até 2011, vencedor de concurso, criado por Ricardo Mealha.

Com a tomada de posse do XIX Governo Constitucional, em 2011, todos os serviços do extinto Ministério da Cultura foram integrados na Presidência do Conselho de Ministros, onde eram tutelados pelo secretário de Estado da Cultura, Jorge Barreto Xavier, directamente dependente do primeiro-ministro. Em 2015, com o XX Governo Constitucional, o ministério foi restaurado, com a designação Ministério da Cultura, Igualdade e Cidadania. Com a tomada de posse do XXI Governo Constitucional, o departamento voltou ao nome original. O atual ministério foi integrado com a juventude e do desporto. A atual ministra é Margarida Balseiro Lopes.

## História
Até 1976, a execução da política cultural do Governo de Portugal esteve geralmente a cargo do Ministério da Educação. Nesse ano, ao entrar em vigência o I Governo Constitucional, foi criada a Secretaria de Estado da Cultura (SEC) autónoma, que ficou na direta dependência da Presidência do Conselho de Ministros. Até 1983, a tutela pela SEC alterna entre a Presidência do Conselho de Ministros e o Ministério da Educação.
Em 1983, ao entrar em vigência o IX Governo Constitucional, departamento da Cultura atinge, pela primeira vez, o estatuto de ministério, sendo a SEC transformada em Ministério da Cultura. No entanto, em 1985, ao entrar em vigência o X Governo Constitucional, o departamento da Cultura volta ao estatuto de secretaria de estado, ficando sob tutela do Ministério da Educação e Cultura. Em 1987, na vigência do X Governo Constitucional, a SEC volta para a tutela direta da Presidência do Conselho de Ministros.
Ao entrar em vigência o XIII Governo Constitucional, em 1995, a SEC volta a ser transformada em Ministério da Cultura.
O XIX Governo Constitucional, em 2011, extinguiu o ministério, reatribuindo as funções de promoção cultural à tutela de um Secretário de Estado directamente dependente do primeiro-ministro. A medida enquadrou-se numa fusão generalizada de ministérios operada por esse Governo. O XX Governo Constitucional restaurou e alargou as funções do extinto ministério, em 2015.

## Organização do Ministério
O Ministério da Cultura incluí os seguintes organismos e serviços. 
Organismos e Serviços atuais:
- Gabinete de Estratégia, Planeamento e Avaliação Culturais (GEPAC)
- Programa Operacional da Cultura
- Fundo de Fomento Cultural
- Inspeção-Geral das Actividades Culturais (IGAC)
- Direção-Geral das Artes (DGArtes)
- Direção-Geral do Livro, dos Arquivos e das Bibliotecas (DGLAB)
  - Arquivo Nacional Torre do Tombo
  - Centro Português de Fotografia
- Instituto do Património Cultural, I.P. (IPP)
- Instituto do Cinema e do Audiovisual, I.P. (ICA)
- Academia Internacional de Cultura Portuguesa
- Academia Portuguesa da História
- Academia Nacional de Belas-Artes
- Orquestra Sinfónica do Porto - Casa da Música
- Companhia Nacional de Bailado
- Biblioteca Nacional de Portugal (BNP)
- Cinemateca Portuguesa - Museu do Cinema
- Museus e Monumentos de Portugal, E.P.E.
- Teatro Nacional D. Maria II, E.P.E.
- Teatro Nacional de São Carlos
- Teatro Nacional São João, E.P.E.
- Rádio e Televisão de Portugal, S.A.
- Fundação Casa da Música
- Fundação Centro Cultural de Belém
- Fundação Serralves
- Fundação Museu do Douro
- Fundação Arpad Szenes-Vieira da Silva
- Fundação de Arte Moderna e Contemporânea – Coleção Berardo
- Fundação Côa Parque
- Fundação Cultursintra
- Fundação Martins Sarmento
- Fundação Ricardo Espírito Santo Silva
- Conselho Superior de Arquivos
- Conselho Superior de Bibliotecas
- Conselho de Museus

Organismos e Serviços extintos:
- Gabinete do Direito de Autor (GDA)
- Gabinete das Relações Culturais Internacionais (GRCI)
- Direção-Geral do Património Cultural (DGPC)
- Instituto Português de Arqueologia (IPA)
- Instituto dos Arquivos Nacionais/Torre do Tombo (IAN/TT)
- Observatório das Actividades Culturais (OAC)
- Comissão de Classificação de Espectáculos (CCE)
- Delegação Regional da Cultura do Norte
- Delegação Regional da Cultura do Centro
- Delegação Regional da Cultura do Alentejo
- Delegação Regional da Cultura do Algarve

## Prémios Almada
Em 1999 o Instituto Português das Artes do Espectáculo (IPAE), do Ministério da Cultura, anunciou os distinguidos na primeira edição dos "Prémios Almada" e dos "Prémios Revelação Ribeiro da Fonte" relativos ao ano 1998.
Os prémios, pecuniários, contemplavam as áreas da música, do teatro e da dança.
Em 2004 o encenador Jorge Silva Melo recusou galardão do agora denominado Instituto das Artes, o Prémio Almada 2003 (Teatro), alegando que "não compete ao Estado" distinguir o seu trabalho artístico.
Em 2006 estes prémios foram descontinuados.
|                                    | Prémio Almada                | Prémio Almada               | Prémio Almada                                                        | Prémios Revelação Ribeiro da Fonte | Prémios Revelação Ribeiro da Fonte                        | Prémios Revelação Ribeiro da Fonte |
| Ano                                | Música                       | Teatro                      | Dança                                                                | Música                             | Teatro                                                    | Dança                              |
| ---------------------------------- | ---------------------------- | --------------------------- | -------------------------------------------------------------------- | ---------------------------------- | --------------------------------------------------------- | ---------------------------------- |
| 1998                               | Juventude Musical Portuguesa | Cristina Reis               | Clara Andermatt                                                      | Miguel Borges Coelho               | Ivo Canelas Micaela Cardoso                               | Leonor Keil                        |
| 1999                               | Helena Moreira de Sá e Costa | Ricardo Pais                | Balleteatro CRAE das Beiras/Teatro Viriato Festival Danças na Cidade | Luís Bernardo Silva Tinoco         | José Maria Vieira Mendes                                  | Extra-Sensary, de Bruno Listopad   |
| 2000                               | Vasco Barbosa                | Luís Miguel Cintra          | Não atribuído                                                        | Pedro Ribeiro                      | Armando Nascimento Rosas João Pedro Vaz                   | Miguel Pereira                     |
| 2001                               | Hot Clube de Portugal        | Rogério de Carvalho         | Vera Mantero                                                         | Dora Rodrigues                     | As Regras de Atracção, da Actores e Produtores Associados | Sónia Baptista                     |
| Não foram atribuídos Prémios 2002. |                              |                             |                                                                      |                                    |                                                           |                                    |
| 2003                               | Álvaro Salazar               | Jorge Silva Melo (recusado) | Rui Horta Olga Roriz                                                 | Teresa Valente Pereira             | Nuno Meira                                                | Romeu Runa                         |
| 2004                               | Filipe Pires                 | João Brites                 | Danças na Cidade                                                     | Ricardo Rocha                      | Igor Gandra                                               | Vitalina Sousa                     |